# Trường phái Toả tuyến
Trường phái Tỏa tuyến (Rayonism) (hoặc Rayism  hoặc Rayonnism) là một trường phái mỹ thuật trừu tượng được phát triển ở Nga vào những năm 1911.
Mikhail Larionov và Natalia Goncharova đã phát triển trường phái Tỏa tuyến sau khi nghe một loạt bài giảng về chủ nghĩa Vị lai của Marinetti tại Moscow. Những người theo chủ nghĩa Vị lai lấy tốc độ, công nghệ và tính hiện đại như nguồn cảm hứng của họ, mô tả tính năng động của cuộc sống thế kỷ 20.
Những người theo trường phái Tỏa tuyến (Rayonist) đã tìm kiếm một nghệ thuật nổi lên ngoài trừu tượng, vượt ngoài thời gian và không gian, và phá vỡ rào cản giữa nghệ sĩ và công chúng. Cái tên bắt nguồn từ việc sử dụng các tia (tuyến) năng động với màu tương phản, đại diện cho các đường phản xạ ánh sáng - chồng chéo các tia phản xạ từ các vật thể khác nhau.
Tại triển lãm Mục tiêu 1913, họ giới thiệu phong cách này đến công chúng. Trong lời văn của họ, họ mô tả chủ nghĩa này là bao gồm một cách tự nhiên tất cả các phong cách và hình thức nghệ thuật trong quá khứ, như họ, giống như cuộc sống, đơn giản là điểm khởi đầu cho một cái nhìn tỏa tuyến để nên xây dựng một bức tranh.
Larionov và Goncharova cũng đã viết:
Phong cách của bức tranh Tỏa tuyến mà chúng tôi phát triển, biểu thị các dạng không gian có được nhờ giao điểm của các tia phản xạ từ các vật thể khác nhau, và các dạng thức được lựa chọn theo ý muốn của nghệ sĩ. Tia được mô tả tạm thời trên bề mặt bằng một vạch màu. Đó là giá trị cho những người yêu thích bức tranh tìm thấy biểu hiện tối đa của nó trong một hình ảnh tỏa tuyến. Các đối tượng mà chúng ta thấy trong cuộc sống không có vai trò nào ở đây, nhưng đó là cốt lõi của bức tranh và có thể được thể hiện ở đây tốt nhất - sự kết hợp của màu sắc, độ bão hòa, mối quan hệ của các khối màu, chiều sâu, kết cấu.
Chúng tôi không cảm nhận đối tượng chỉ bằng mắt thường. Nếu làm vậy, vật thể sẽ được mô tả trên giấy như bao lâu nay và phải tuân theo thiết kế này hay thiết kế khác; trên thực tế, chúng tôi không cảm nhận được đối tượng như vậy. Chúng tôi đã cảm nhận một chùm tia phát ra từ nguồn sáng; chúng được phản xạ từ đối tượng và đi vào trường thị giác của chúng tôi.
Do đó, nếu chúng ta muốn vẽ theo nghĩa đen những gì chúng ta thấy, thì chúng ta phải vẽ chùm các tia phản chiếu từ vật thể. Nhưng để nhận được chùm tia từ vật thể mong muốn, chúng tôi phải chọn chúng một cách có chủ ý - bởi vì cùng với các tia của vật thể được nhìn nhận, cũng rơi vào tầm nhìn của chúng ta phản chiếu tia phản xạ thuộc các vật thể lân cận khác. Bây giờ, nếu chúng ta muốn mô tả một đối tượng chính xác như chúng ta thấy, thì chúng ta cũng phải mô tả các tia phản xạ này thuộc về các vật thể khác - và sau đó chúng ta sẽ mô tả chính những gì chúng ta thấy...
Bây giờ, nếu chúng ta không quan tâm đến chính bản thân các vật thể nhưng với các tia sáng từ chúng, chúng ta có thể xây dựng một bức tranh theo cách sau:
Chùm tia từ vật thể A giao với các tia từ vật thể B; trong không gian giữa chúng một dạng thức nào đó xuất hiện, và điều này bị chọn ra bởi ý muốn của nghệ sĩ...
Nhận thức, không phải là của chính đối tượng, mà là chùm tia từ nó, chính là bản chất của nó, gần gũi hơn với tính biểu tượng của đối tượng hơn là chính đối tượng. Điều này gần như giống như ảo ảnh xuất hiện trong không khí thiêu đốt của sa mạc và mô tả các thị trấn, hồ và thác ở xa trên bầu trời (trong các trường hợp cụ thể). Trường phái Tỏa tuyến xóa bỏ các rào cản tồn tại giữa bề mặt và bản chất của hình ảnh.
Một tia được mô tả tạm thời trên bề mặt bằng một vạch màu
Những người theo trường phái Tỏa tuyến không chỉ vẽ, họ cũng thiết kế các bộ sân khấu và minh họa cuốn sách sản xuất.
Mặc dù tồn tại ngắn ngủi,  trường phái Tỏa tuyến là một bước đi quan trọng trong sự phát triển của nghệ thuật trừu tượng Nga. Như Larionov đã nói, nó đại diện cho sự giải phóng thật sự của nghệ thuật khỏi các định kiến thực tế trước đây đã đè nén cộng đồng nghệ thuật.
Mỹ thuật điện tử  "The Rayonists" lấy tên của họ từ phong trào.